# Eon (gnosticism)
Eon är, inom gnosticismen, snarare en beteckning för rumsligt än för tidsmässigt tänkande – ett slags transcendenta världar eller väsen som emanerar från det högsta gudomliga, och till vilket människosjälen söker sig. En av eonerna, den lägsta, sjunker på grund av sitt begär ner i sinnevärlden där den splittras och blir fången. Därmed är människan också fången, men bär inom sig ett band, en gnista, till det högsta gudomliga.